# Gallisk-keltiska folk
Gallisk-keltiska folkstammar är de keltiska stammar, som vid tiden för vår tideräkning bodde i Gallien eller nära angränsande områden som Belgica, Poslätten eller på de brittiska öarna. Vid denna tid hade även vissa germanska stammar överskridit den romerska gränsen vid Rhen och mer eller mindre assimilerats av den romerska kulturen. Se även lista över keltiska stammar!
Galler keltiska folkstammar i Gallien: Se även Gallien
Liksom i Germanien fanns det i Gallien en mängd stammar vid tiden för vår tideräkning, många nämnda i samband med Julius Caesars erövring av Gallien år 58-51 f.Kr., varav här följer några av de största:
Arverner eller arvaner, lat. arverni i nuvarande Auvergne.
Var det folk som startade upproret mot romarna efter en tvist mot häduerna, när de bad germanerna om hjälp. Efter att sverbernas hövding Ariovistus år 70 f.Kr. hjälpt dem med detta så stannade hans armé kvar i Gallien, vilket gjorde att Caesar startade sitt erövringskrig. Deras huvudort Gergovia vid floden Dorogne blev aldrig besegrat av romarna trots deras belägring år 52 f.Kr. Gallernas hövding Vercingetorix tillhörde arvernernas stam. 
Allobroger, lat. allobroges i nuvarande Dauphine i franska Alperna.
Vocontier, lat. voconti,
Rutener, lat. ruteni,'
Volker, lat. volcae, 
var folk som bodde längs Medelhavskusten i den romerska provinsen Narbonensis.
Akvitanier, lat. aquitani, var förmodligen ett gemensamt namn på de folk som bodde norr om Pyrenéerna, bland annat:
Auscier, lat. ausci,
Tarbeller, lat. tarbelli,
Lemoviker , lat. lemovices,
Santoner, lat. santoni och
Pictoner, lat. pictones var folk som bodde längs Biscayabukten.
Häduer, lat. Haedui,
Lingoner, lat. lingones,
Senoner, lat. senones och 
Cubier, lat. cubi 
var några av de folkstammar som bebodde centrala Gallien. Häduerna var ett av de folk som kämpade om herraväldet i Gallien mot arvenierna, vilka till slut besegrade dem med hjälp av germanerna under sveberhövdingen Ariovistus.
Veneter, lat. veneti och 
Aulerier, lat. aulerci 
var de största stammarna längs Engelska kanalen, där den lilla stammen
Pariser, lat. parisii bodde i området runt staden Lutetia vid Seine.
Menapier , lat. menapii,
Eburoner, lat. eburones,
Nervier , lat. nervii och 
Remer, lat. remi 
var några av de folkstammar som bodde i den romerska provinsen Belgica liksom de germanska stammarna usipeter och tenkterer.
Treverer, lat. treveri,
Leuker, lat. leuci och inte minst 
Sekvaner, sequani 
bodde väster om Rhen och fick därmed tidigt kontakt med germanerna. Efter att Ariovistus hjälpt till att besegra häduerna, så bosatte de sig i sekvanernas land sydväst om Rhen. Sekvanerna stred senare mot burgunderna, men kunde inte hindra dem från att slå sig ner i deras land.